# حصار بلنسية (1101–1102)
حصار بلنسية هو حصار بين المرابطين وإمارة بلنسية. وكان من بين إمارة بلنسية خيمينا دياز التي ساعدت البلنسيين. وبعد أشهر من الحصار، استولى المرابطون على المدينة.

## التاريخ
في عام 1099، توفي المحارب القشتالي، بيبار، في بلنسية. وسيطرت أرملته خيمينا دياز على بلنسية. قرر القائد المرابطي يوسف بن تاشفين استعادة مدينة بلنسية. وفي أواخر آب 1101، أرسل يوسف قائدًا بربريًّا اسمه المزدلي، وهو قائد ذو خبرة، لمحاصرة بلنسية بجيش كبير. بدأ المرابطون الحصار. مع استمرار الحصار. أرسل جيمينا الأسقف جيرونيمو إلى ملك قشتالة وليون، ألفونسو السادس.
وافق ألفونسو على المساعدة، وفي آذار 1102، كان الملك يسير نحو بلنسية بجيش قوي. ولم ينتظر المرابطون وصولهم وتراجعوا نحو كوليرا. اعتبر القشتاليون هذا ضعفًا من جانب الأندلسيين وقرروا اتباعهم. نشبت معركة انتهت بانسحاب ألفونسو من الميدان دون نتيجة حاسمة. قرر ألفونسو بعد ذلك إخلاء بلنسية، التي اعتبرت حمايتها صعبة لأنها لم يكن لديها قائد قادر مثل السيد لحمايتها.
في أواخر نيسان أو أوائل أيار، قام القشتاليون بالتحضير لإخلاء بلنسية. وقد حملوا الماشية، والأسلحة، والسلع المنزلية، وغنائم الحرب، والأهم من ذلك، جسد السيد بيبار. أحرق القشتاليون المدينة. كان المرابطون يراقبون الدخان يتصاعد من المدينة ولم يحاولوا إيقاف القشتاليين المنسحبين. في 5 أيار، دخل المرابطون بلنسية، منهين بذلك إمارة بلنسية.